# Lepidostoma vittatum
Lepidostoma vittatum is een schietmot uit de familie Lepidostomatidae. De soort komt voor in het Afrotropisch gebied.